# Jovan Sterija Popović
Jovan Sterija Popović, cirill betűkkel: Јован Стерија Поповић (Versec, 1806. január 16. – Versec, 1856. március 24.) szerb költő, drámaíró, líceumi tanár.

## Élete
Szülőhelyén, Versecen végezte az algimnáziumot. A retorikát és poézist Temesvárt, a bölcseletet Pesten, a jogot Késmárkon végezte. Előbb gimnáziumi tanár, majd ügyvéd volt szülőföldjén. 1840-ben Belgrádba költözött, ahol líceumi tanárrá nevezte ki a fejedelem. 1848-ban visszatért szülőföldjére.

## Munkái
- Slezi Bolgarii Lachrimae Bulgariae subjugatae Buda, 1825 (Költemény)
- Poema srpskom narodu. Uo. 1826
- Nevinosty Sletislav i Mileva. Die Unschuld. Uo. 1827 (Szomorújáték 5. felv.)
- Zivot Georgja Skanderbeg. Scanderbeg's Leben und Heldenthaten. Uo. 1828. Rézm., arckép
- Boj na Kosovu. Uo. 1828. Rézm. (A rigómezei csata)
- Milos Obilič. Uo. 1828 (Szomorújáték 5 felv.)
- Laza i paralaza. Uo. 1830 (A hazug és hazudni segítő, vígj.)
- Nahod Simeun, Buda, 1830 (Dráma 5 felv.)
- Nazrečno sudružestvo. Uo. 1830 (Szomorújáték)
- Dva Kalendara. Vinča Lozika. Uo. 1830
- Trvdica, komedíja. Ujvidék, 1837
- Pokondinera tikva, komed. Uo. 1838
- Zla žena. Uo. 1838 (Rossz asszony)
- Rvrdica Gjîr-Tonja. Uo. 1838
- Roman bez romana. Uo. 1839 (Regény, regény nélkül)
- Vladislav. Belgrád, 1843
- Matematicski zemljopis. Uo. 1843 (Földrajz)
- Nemecka gramatika. Uo.
- Latinska etimologia. Uo.
- San Kraljevica Marka, allegorija. Uo. 1848
- Toržestvo Srbije. Uo. 1849
- Smrt Stefan Dečonskoy. Ujvidék, 1853
- Hajduci. Uo. 1853
- Sahan. Belgrád, 1853
- Davorje. Ujvidék, 1854

## Magyarul
- Jován Popovicsː Igaz legendák; ford. Herceg János, tan. Gligorics Velibor; Forum, Novi Sad, 1959